# Eurocopter EC 135

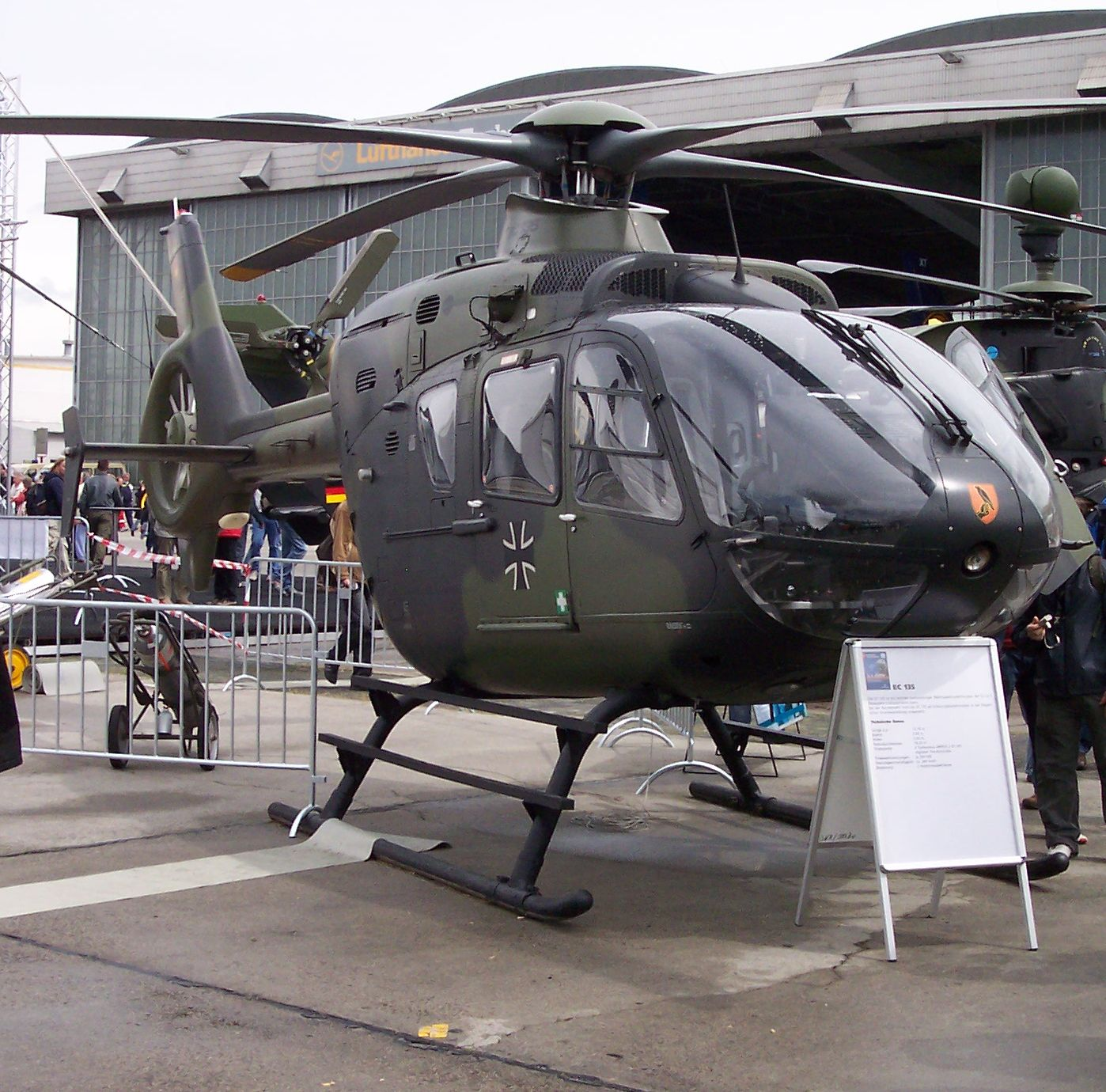
Eurocopter EC 135 del Bundeswehr.

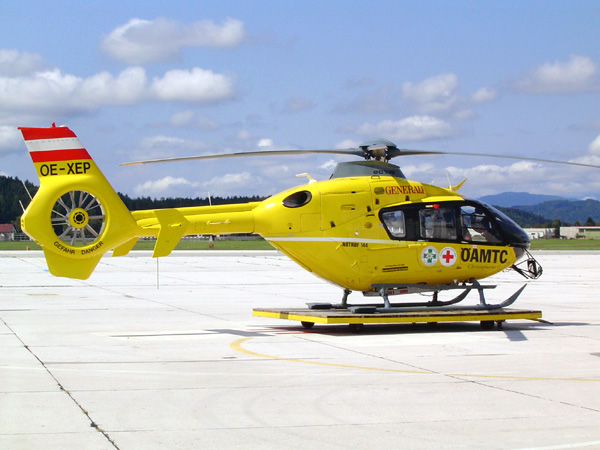
EC135T1.

L'Eurocopter EC 135 (ora commercializzato come Airbus Helicopters H135) è un elicottero medio-leggero, biturbina monorotore quadripala, costruito dal gruppo Airbus Helicopters (precedentemente noto come Eurocopter) e derivato concettualmente da un'ulteriore rielaborazione del MBB Bo 105. Sulla base di quest'ultimo, negli anni ottanta la MBB sviluppò il modello Bo 108 che fu ideato come dimostratore tecnologico. Di particolare interesse l'utilizzo su larga scala di nuovi materiali compositi, come la fibra di vetro e fibra di carbonio, ed il nuovo rotore principale privo di cerniere e cuscinetti. Nel 1992, dopo la fusione tra la MBB e l'Aérospatiale, che portò alla creazione del consorzio Eurocopter, continuarono gli sviluppi sul progetto Bo 108, nel quale fu integrato da parte di Aérospatiale il rotore anticoppia di tipo "Fenestron", precedentemente sviluppato per l'elicottero Gazelle. 
Nel 1994 fu effettuato il primo volo ad Ottobrunn e due anni dopo ebbe inizio la produzione in serie.
La versione militare, denominata EC 635, è stata sviluppata come elicottero d'attacco leggero, ricognizione e trasporto.
Da una unione tra le tecnologie introdotte nell'EC 135 e nel precedente BK 117 è stato sviluppato l'EC 145. Quest'ultimo, ha ereditato dall'EC 135 una nuova fusoliera più grande realizzata in materiali compositi e l'avionica. Il rotore principale e il rotore posteriore anticoppia sono di tipo tradizionale e simili a quelli sviluppati per il BK 117. Nonostante la somiglianza con l' EC 135, l' EC 145 è considerato come una nuova rielaborazione del BK 117 C-1, motivo per il quale viene anche denominato BK 117 C-2.
L'EC 145 è stato proposto anche all'United States Army che lo ha valutato nell'ambito del programma LUH (Light Utility Helicopter) per la sostituzione dei rimanenti Bell UH-1H e di diversi OH-58. A seguito di tale valutazione, l'U.S. Army ha adottato proprio l'EC 145 denominandolo UH-72 Lakota.

## Storia operativa

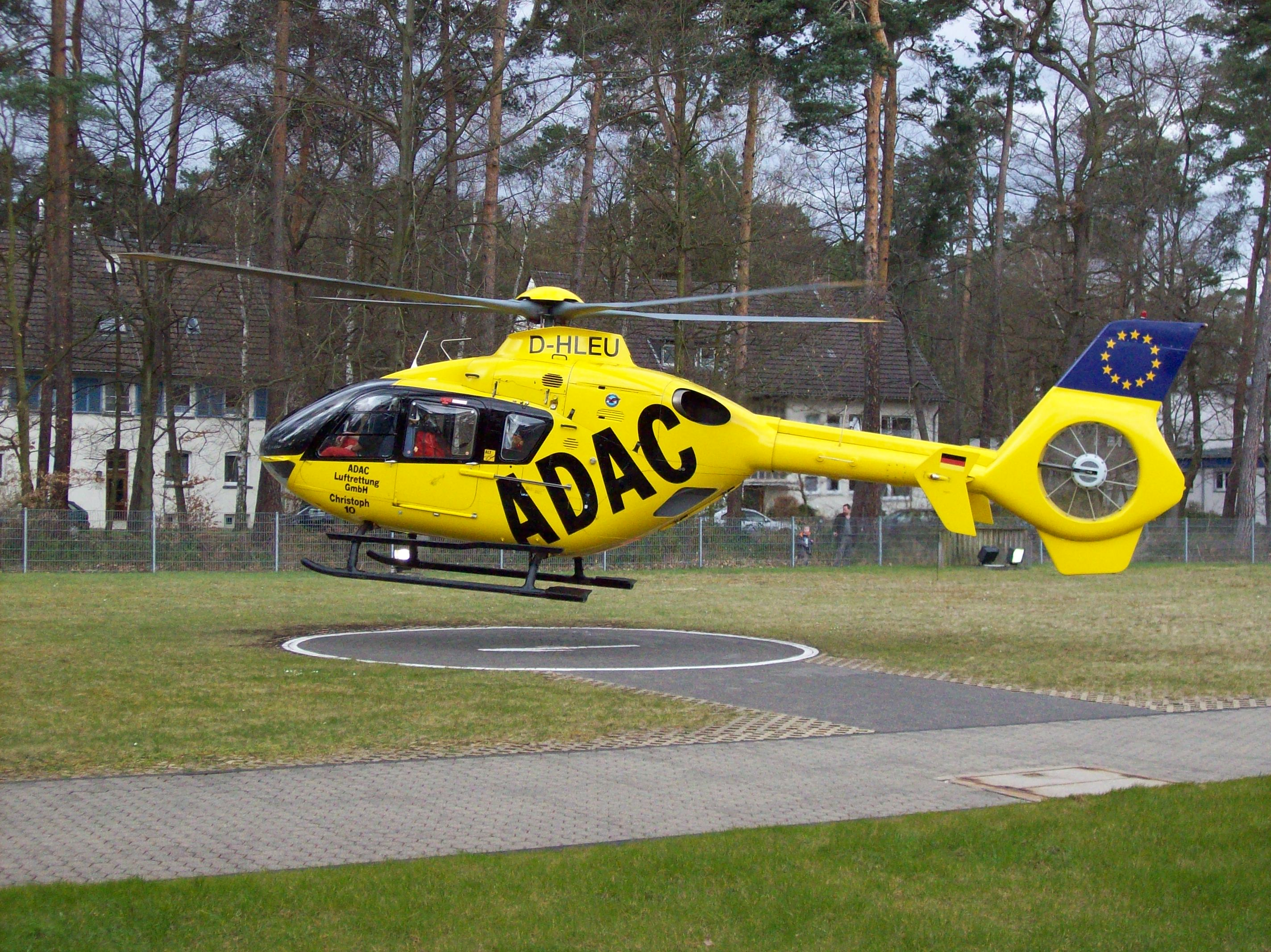
ADAC EC135 dalla Università di Bonn nel 2008

Le consegne iniziarono 1 agosto 1996, con due elicotteri numero 0005 e 0006 alla Deutsche Rettungsflugwacht. Il 100° EC135 fu dato alla Polizia bavarese nel giugno 1999. Nel settembre 2003, il 300° EC135 fu consegnato alla britannica McAlpine Helicopters; at this point, the EC135 was the best selling new ight twin-engine helicopter in the UK market.
Nel 2011, Eurocopter annuncia il 1.000° EC135 prodotto e dato all'ADAC. Nel 2012, Flying Magazine riconosce al EC135 il "the industry's best selling twin-engine helicopter". Il modello G-NESV (s/n 0067), della Cleveland Police Air Operations Unit base a Durham Tees Valley Airport, originariamente della North East Air Support Unit dall'aprile 1999, è stato il primo EC135 al mondo con 10.000 ore di volo.
Nel 2009, l'EC135 fu il primo velivolo selezionato per operare offshore dalla Civil Aviation Authority per la Greater Gabbard. È stato usato un EC135 in Danimarca per l'evacuazione della Horns Rev nel 2013, con oltre 10.000 persone evacuate. In Mexico, Apoyo Logístico Aéreo has operated a fleet of EC135s for servicing the extensive oil and gas offshore platforms in the Gulf of Mexico.

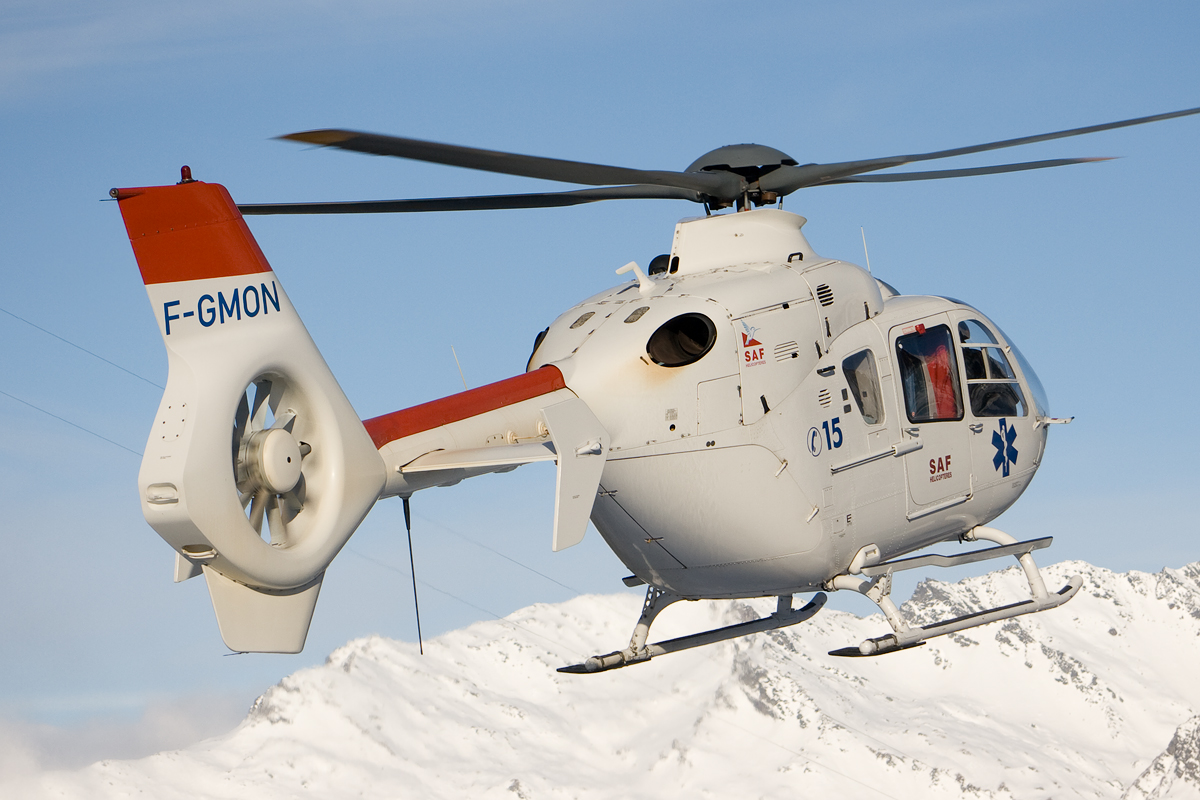
EC135 T1 della SAF Hélicoptères

Nel 2013, l'EC135 copriva il 25% del servizio medico d'urgenza del mondo con oltre 500 EC135. Nell'ottobre 2014, il primo EC135 air ambulance viene consegnato in Cina.
L'Heer tedesco ha 14 EC135 per addestramento a Bückeburg, con disponibilità operativa del 95%; Nell'ottobre 2014, l'Australian Department of Defence annuncia l'EC135 come addestratore primario della Australian Army e Royal Australian Navy. 13 EC135 addestramento sono stati dati alle forze armate giapponesi con sigla TH-135.
Nel dicembre 2014, entra in servizio il modello EC135 T3 con la Aiut Alpin Dolomites, in Italia. Nel giugno 2015, Airbus Helicopters consegna il primo H135 retrofit dal EC135 standard. Nel maggio 2016, il Governo francese premia Airbus Helicopters per il retrofit di 35 EC135 della Sécurité Civile.
Nell'ottobre 2015, Waypoint Leasing e Airbus Helicopters siglano l'acquisizione di 20 EC135.

## Controversie

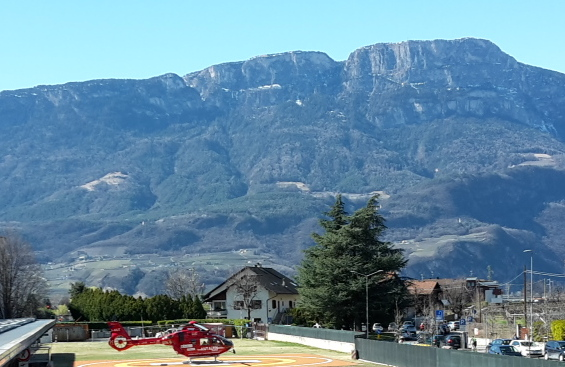
L'elicottero dell'Aiut Alpin Dolomites presso l'ospedale di Bolzano, e sullo sfondo il monte Macaion

L'Eurocopter EC 135 è anche stato fonte di numerose critiche sia da parte di utilizzatori civili che militari. Specialmente in Svizzera l'EC 135 è stato sottoposto a una serie di critiche da parte della stampa, dopo che l'esercito svizzero aveva valutato l'EC 135 e aveva dimostrato di avere l'intenzione di acquistare alcuni modelli da utilizzare per l'addestramento dei piloti. Il settimanale Facts pubblicò in tale occasione un articolo che metteva in evidenza alcuni limiti di questo elicottero. Secondo quanto riportato dal giornale l'elicottero non sarebbe idoneo al soccorso alpino. La stessa Air Zermatt avrebbe confermato da quanto riferito da Facts, che l'elicottero da loro utilizzato non verrebbe utilizzato per soccorsi in alta quota sopra i tremila metri e in ogni caso, qualora l'elicottero dovesse operare in montagna, sarebbe costretto ad operare con un equipaggiamento ridotto per limitare il peso al decollo. Inoltre il velivolo sarebbe difficile da pilotare e poco adatto per un principiante.
Punto debole di questo apparecchio come addestratore sarebbe dato dal fatto che l'autorotazione del EC 135 T1 sarebbe solo possibile entro un range ristretto di numero di giri. A questo si aggiungerebbe che lo stesso esercito tedesco avrebbe acquistato il velivolo in un assetto modificato per rispondere alle esigenze dei futuri piloti dell'NH90. Lo stesso governo federale tedesco avrebbe quindi incurante dell'opinione contraria del ufficio tecnico della Bundeswehr (Wehrtechnik und Beschaffung) modificato le specifiche del concorso per venire incontro al progetto tedesco pur sapendo dei limiti di questo velivolo. A riprova di quanto riferito dal settimanale svizzero, l'esercito tedesco ha confermato che l'auto rotazione non viene insegnata a bordo degli EC 135, ma viene bensì provata prima in un simulatore di volo e poi a bordo di un Bo 105, presso il campo di aviazione di Celle.
Ciò nonostante anche in ambito dell'elisoccorso questo elicottero si diffuse molto rapidamente. A suo favore si può sicuramente citare il suo abitacolo, che pur non essendo enorme è ben organizzato e permetterebbe al medico di operare con facilità sul paziente facendo posto sufficiente a tutta la strumentazione necessaria senza limitare la libertà di movimento dei soccorritori. Anche in Italia l'EC 135 è abbastanza diffuso.

## Utilizzatori
Nel 2016, metà degli esemplari prodotti ha uso civile medico, 17% nel trasporto aereo, 16% nel servizio pubblico (law enforcement), 10% in uso militare, 4% in uso offshore (offshore wind power),e 3% in uso militare addestrativo.
Il 1300º esemplare è stato venduto nel gennaio 2018, con oltre 300 clienti in 60 paesi con 4,5 milioni di ore volate. In Europa (641), nord America (316) e Asia (195).

### Civili
Giappone
- All Nippon Helicopter

5 H135 in organico al dicembre 2021.
 Italia
- Air Corporate

1 ACH135 ordinato a marzo 2022.
 Stati Uniti
- HealthNet Aeromedical Services

4 H135 ordinati a febbraio 2024.
- STAT MedEvac

10 tra EC 135T2+ ed EC 135T3 in servizio, più ulteriori 10 H135 ordinati a marzo 2022.

### Governativi

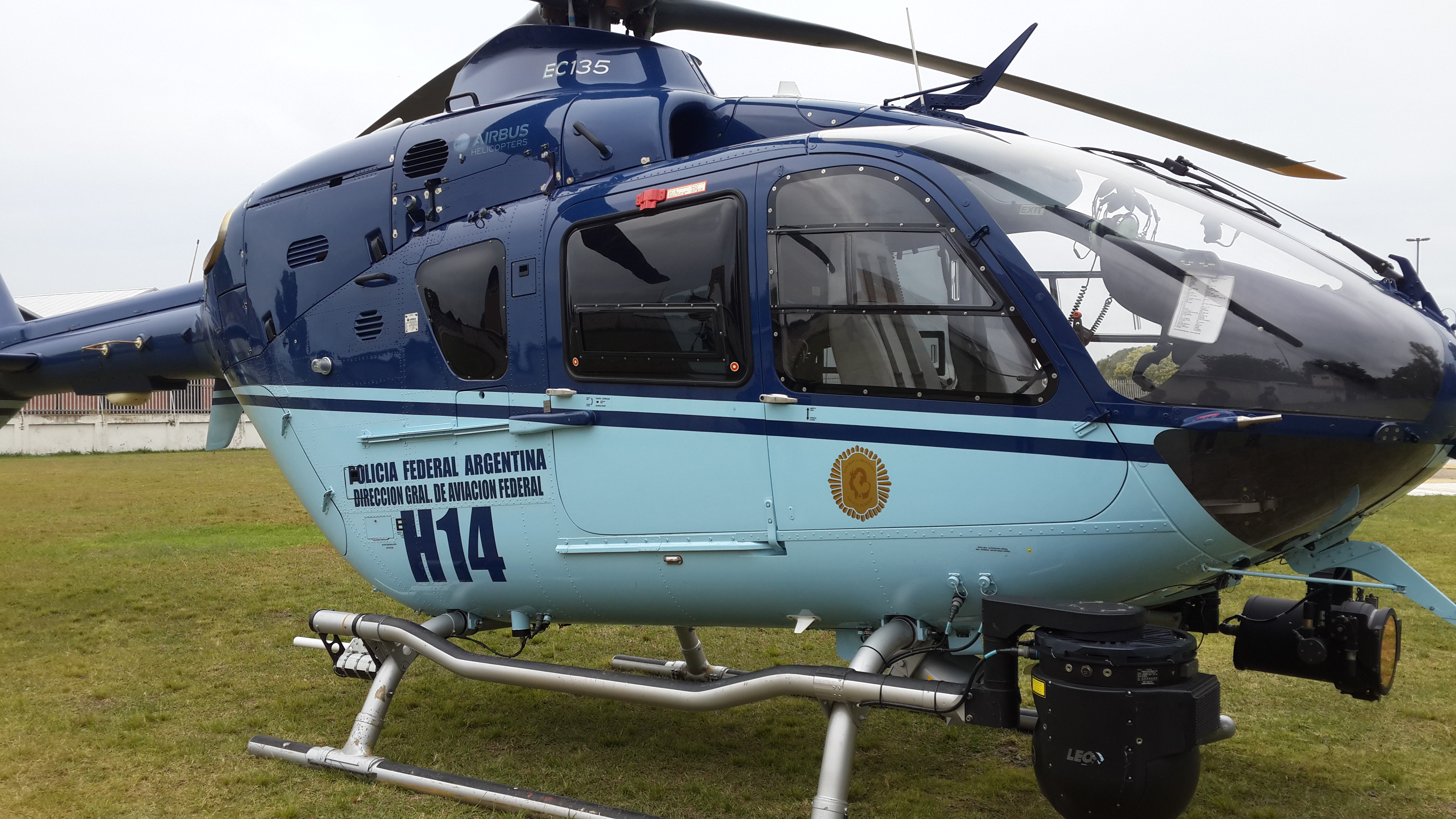
Eurocopter EC135 T2+ Policía Federal Argentina

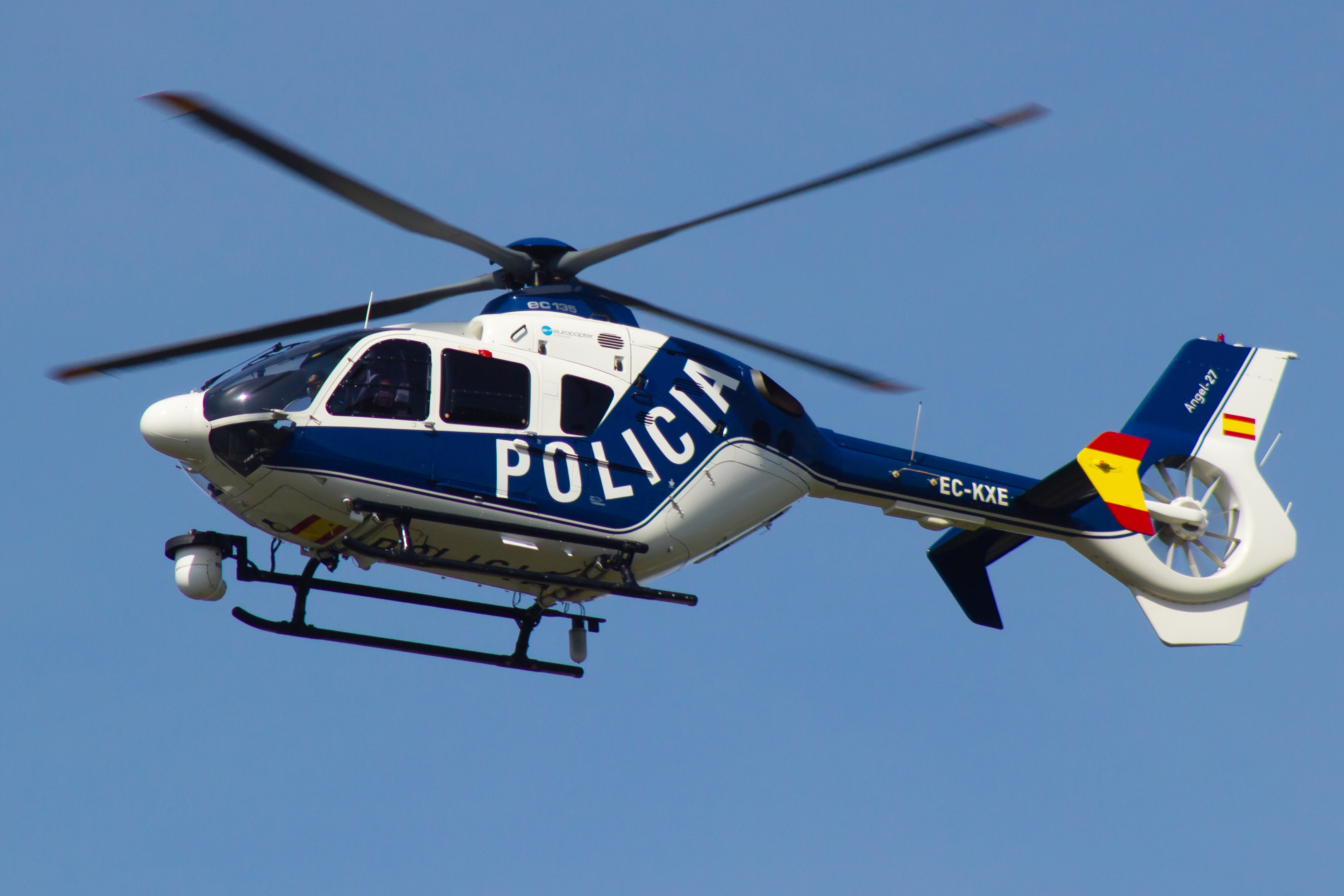
Eurocopter EC135P2+ Polizia spagnola

Argentina
- Policía Federal Argentina[28]

- Gendarmería Nacional Argentina[29]

 Australia
- New South Wales Police AirWing[30]

 Austria
- Bundespolizei (Austria)[31]

7 EC 135P2+ in servizio al novembre 2019.
 Canada
- Ontario Provincial Police[33]

 Croazia
- Hrvatska policija[34]

 Rep. Ceca
- Policie České republiky[35]

 Francia
- Forces Aériennes de la Gendarmerie Nationale

15 EC 135T2+ acquistati a partire dal 2006.
 Germania
- Bundespolizei

42 H135 consegnati.
- Landespolizei (Germania)[40]

 Giappone
- Agenzia nazionale di polizia (Giappone)

12 H135 in servizio al luglio 2020, più 4 in ordine.
 Irlanda
- Garda Air Support Unit[43]

1 EC 135T1 ricevuto nel dicembre del 2002, e 1 EC 135T2 ricevuto nel gennaio del 2008.
 Italia
- Provincia autonoma di Bolzano

elisoccorso gestito dalla Aiut Alpin Dolomites: 1 EC135 T3 (I-AIUT) base in Val Gardena;
- 118 Regione Friuli-Venezia Giulia

elisoccorso regionale (presso ospedale di Udine);
- 118 Regione Emilia Romagna

elisoccorso regionale in collaborazione con Ospedale Maggiore di Bologna
 Lituania
- Valstybės sienos apsaugos tarnyba

2 EC 135T2 consegnati.
 Paesi Bassi
- Korps landelijke politiediensten[50]

 Nigeria
- Nigerian National Petroleum Corporation (NNPC)

3 EC-135T2 consegnati e ceduti successivamente alla Nigerian Air Force.
 Norvegia
- Politi- og lensmannsetaten[53]

 Polonia
- Lotnicze Pogotowie Ratunkowe[54]
- Guardia di Frontiera

1 H135-P3H consegnato a gennaio 2020.
 Romania
- Polizia romena[56]
- SMURD[57][58]

6 H135P3H per il trasporto sanitario e salvataggio ordinati a luglio 2019, i primi 3 dei quali consegnati il 4 marzo 2021. Gli ultimi tre H135P3H sono stati consegnati il 9 giugno 2021.
 Slovenia
- Policija (Slovenija)[62]

1 H135P2+ in servizio al dicembre 2022.
 Spagna
- Cuerpo Nacional de Policía[64]

16 EC-135P2/P2+ consegnati a partire dal 1985.
- Guardia Civil[66]

13 EC 135 in servizio al maggio 2020.
- Ertzaintza

2 H135 ordinati, di cui il primo consegnato nell'estate del 2024, mentre il secondo a luglio 2025.
 Svezia
- Polisen i Sverige[69]

 Regno Unito
- Police Scotland[70]
- Scottish Ambulance Service[70]
- Northern Lighthouse Board[71]
- National Police Air Service[72]

 Turchia

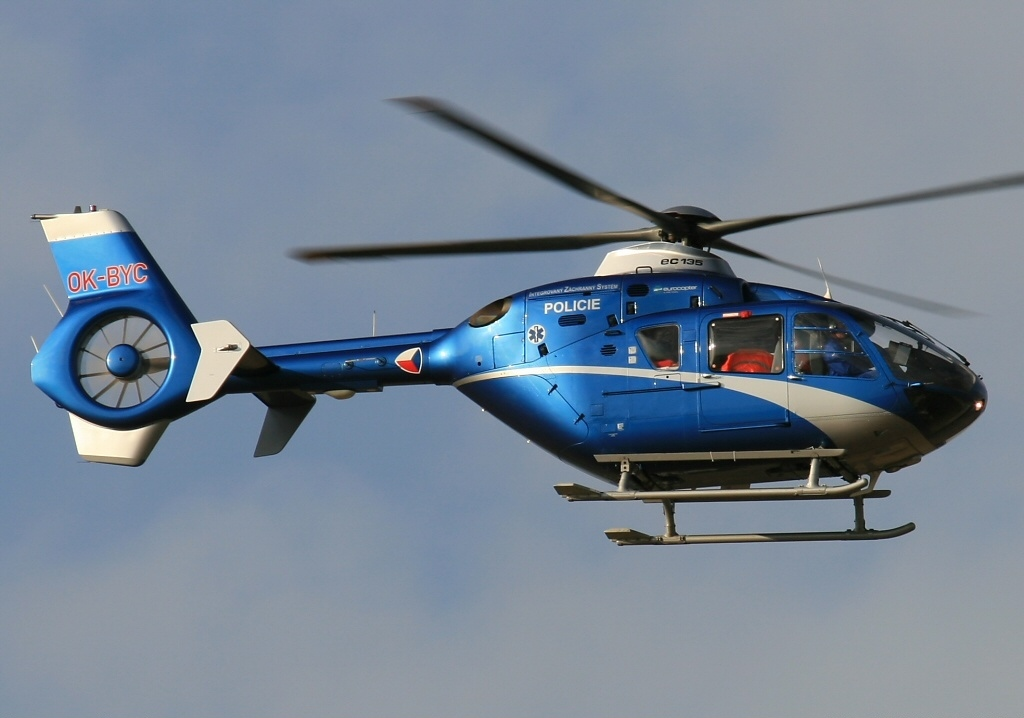
Eurocopter EC135T2 della Polizia ceca

- Türkiye Cumhuriyeti Sağlık Bakanlığı[73]

 Stati Uniti
- Broward County Sheriff[74]
- Massachusetts State Police[75]
- NASA

3 H135 ordinati a gennaio 2020, con consegne previste tra l'estate dello stesso anno e gli inizi del 2021.

### Militari

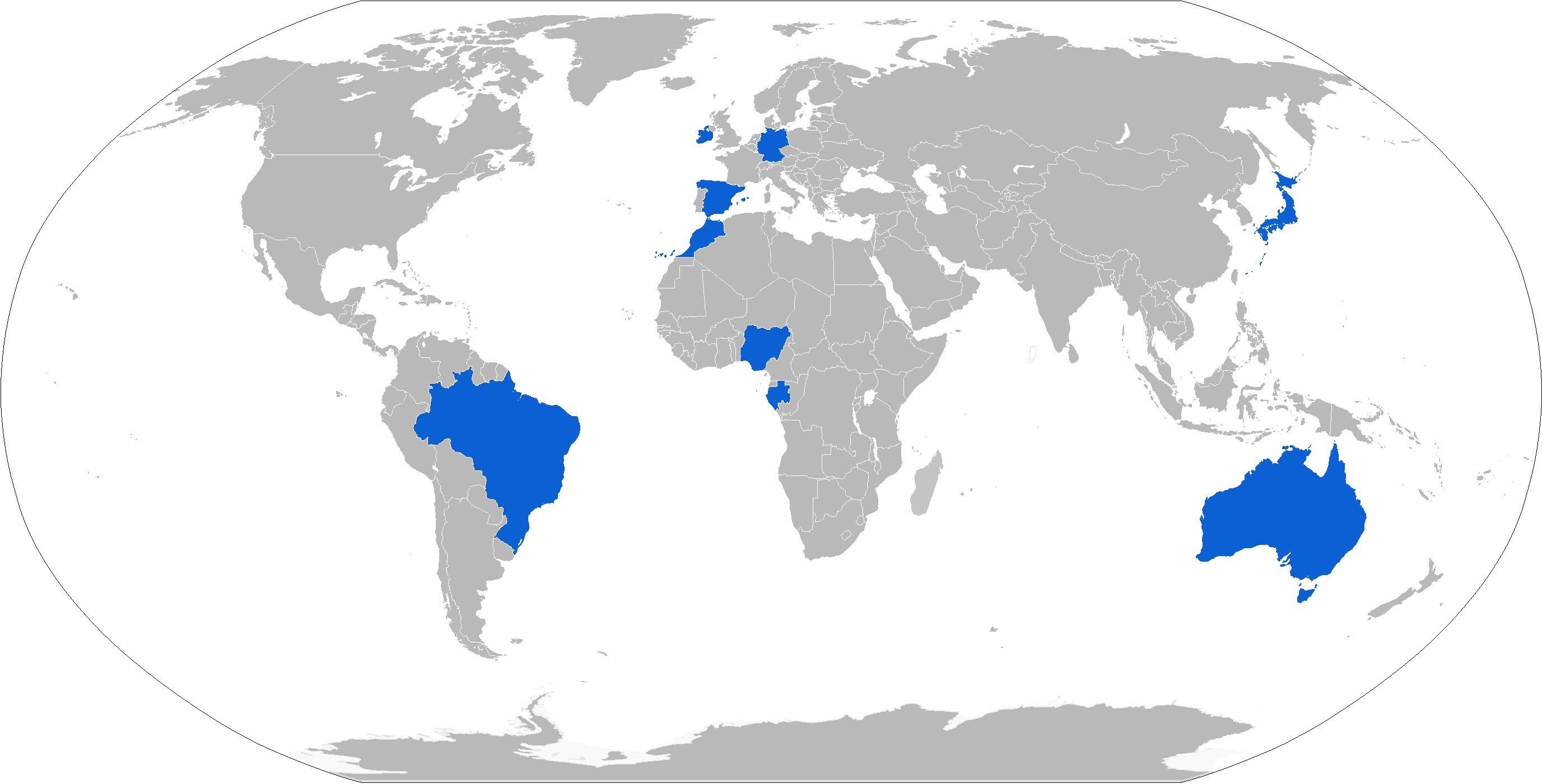
Mappa degli operatori militari in blu

Australia
- Australian Army

15 EC 135-T2+ ordinati a novembre 2014 e tutti consegnati al novembre del 2016. Vengono utilizzati in un programma di addestramento congiunto con la Royal Australian Navy.
 Brasile
- Força Aérea Brasileira[83]

2 EC 135 acquistati nel 2008 per il trasporto VIP.
- Força Aeronaval

3 H135 ordinati a febbraio 2019, che saranno utilizzati in molteplici ruoli come ricerca e soccorso, trasporto ed evacuazione medica. Il primo esemplare è stato consegnato il 28 febbraio 2020. Il terzo ed ultimo esemplare è stato consegnato a dicembre 2021.
 Canada
- Royal Canadian Air Force

12 H135 ordinati a novembre 2024.
 Gabon
- Armée de l'air gabonaise[92][93]

2 H135 consegnati e tutti in servizio al maggio 2020.
 Germania
- Heeresfliegertruppe

18 EC-135T-2 in servizio al luglio 2019, in quanto uno dei 19 in organico è andato perso il 1 luglio 2019.
7 H145 da utilizzare nel ruolo SAR ordinati a dicembre 2018, da consegnarsi a partire dal 2020.
 Irlanda
- Aer Chór na hÉireann[92]

2 EC 135P2+ ricevuti nel novembre 2005 e cogestiti con l'esercito.
 Giappone
- Kaijō Jieitai[92]

15 H135 consegnati tra il 2009 ed il 2015.
 Giordania
- Al-Quwwat al-Jawwiyya al-malikiyya al-Urdunniyya

7 EC 135T1 consegnati, 6 in servizio al gennaio 2021.
 Lesotho
- Lesotho Defence Force Air Wing

1 EC-135 in servizio fino all'aprile 2017, perso in un incidente.
 Marocco
- Aeronautica militare del Marocco

vedi Airbus Helicopters H135M
- Royal Moroccan Gendarmerie[102][103]

4 EC 135-T2+ ricevuti a partire dal 2012.
 Nigeria
- Nigerian Air Force[106]

3 EC-135T2 ex Nigerian National Petroleum Corporation (NNPC) ricevuti tra il 2008 e il 2011. Non più in condizioni di volo, riattivati a partire dal 2016.
 Regno Unito
- Royal Air Force

29 esemplari acquistati nel 2016 utilizzati dalla Defence Helicopter Flying School per missioni di addestramento.
- Army Air Corps

5 H135 ordinati a inizio 2022 e consegnati tra aprile e settembre dello stesso anno e ritirati dalle operazioni tra gennaio e marzo 2023 senza essere mai entrati in regolare servizio.
 Spagna
- Ejército del Aire

11 H135 ordinati a dicembre 2021. Primo esemplare consegnato il 9 maggio 2023.
- Fuerzas Aeromóviles del Ejército de Tierra[112]

4 EC-135T2 ricevuti a partire dal 2005, più ulteriori 8 esemplari ordinati il 29 novembre 2013.
- Flotilla de Aeronaves

7 H135 ordinati a dicembre 2021. Primi due esemplari consegnati ad ottobre 2023 ed immessi in servizio l'11 dicembre successivo. Terzo esemplare consegnato il 18 luglio 2024. Quarto esemplare consegnato a ottobre 2024.
 Svizzera
- Forze aeree svizzere

18 EC 635P2+ ordinati nel 2006 e consegnati tra il 2007 e il 2009.
 Thailandia
- Royal Thai Air Force

6 H135 ordinati a febbraio 2020, con consegne a partire dal 2021. I primi 3 esemplari sono stati consegnati ad agosto 2021.

## Modelli

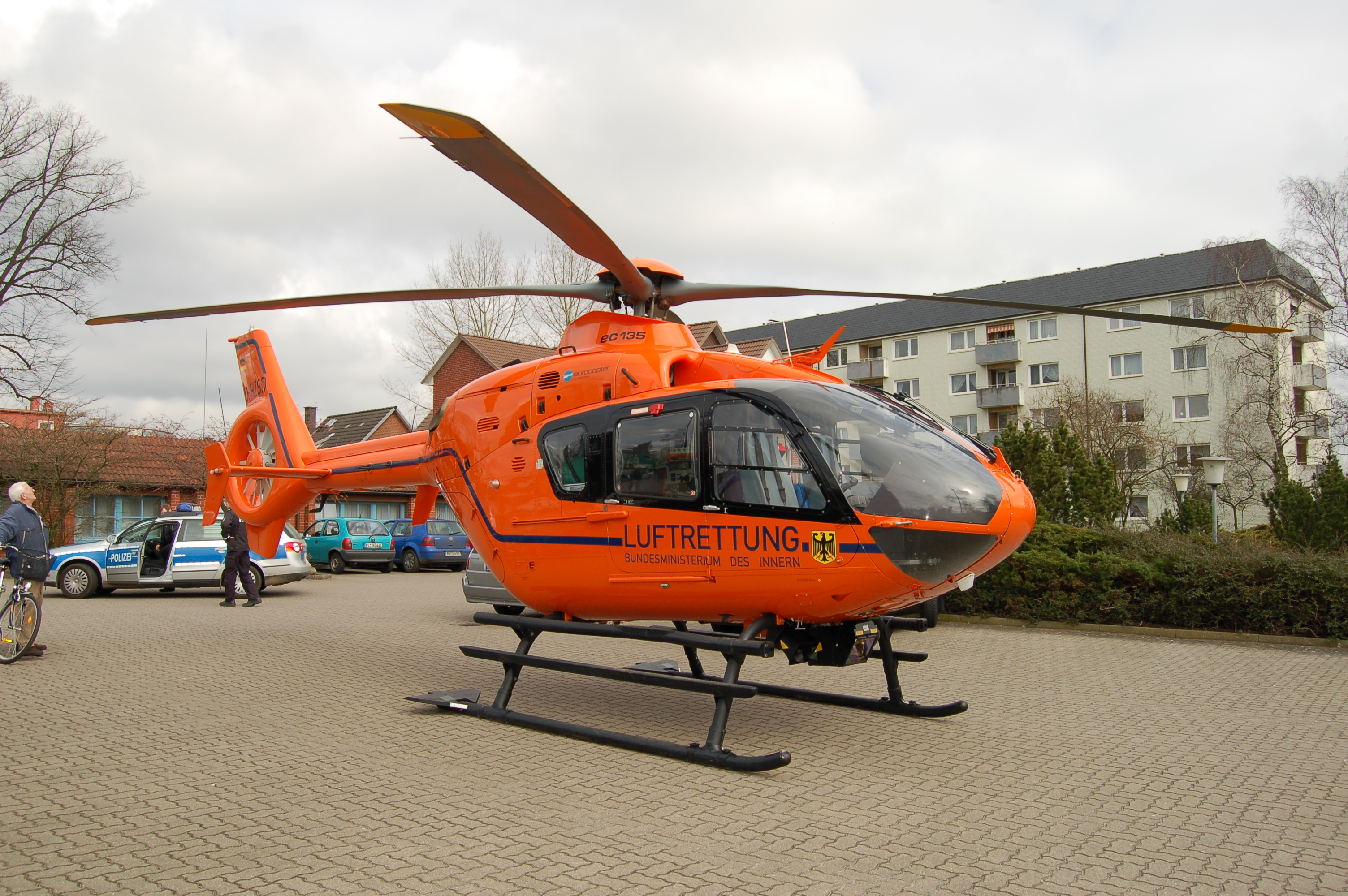
EC 135 T2+

- EC X3: modello sperimentale dotato di due motori posti all'estremità di due alette con diedro negativo e doppia coda, che ha conseguito un record di velocità di 265 nodi.

La lettera T sta per Turbomeca Arrius come propulsione; la P per Pratt & Whitney Canada PW206 Gasturbina. Le altre lettere designano altri allestimenti. Gli ultimi modelli hanno il sistema Instrumenten-Anzeige-System ((EN)  Central Panel Display System (CPDS)).

### Civili
- EC 135 P1: Pratt & Whitney Canada PW 206B
- EC135 T1 con Turbomeca Arrius 2B1, 2B1A o 2B1A1

Peso massimo al decollo 2720 kg.
- EC 135 P2: Pratt & Whitney Canada PW 206B2
- EC 135 T2: Turbomeca Arrius 2B2

Peso massimo al decollo 2835 kg.
- EC135 P2+ („i“) con PW206B2
- EC135 T2+ („i“) con Arrius 2B2

Peso massimo al decollo 2910 kg e FADEC. La variante EC 135 T2i ha durata di volo di 2 ore e 25 minuti con un consumo di 225 l/h di cherosene (capacità: 673 litri).
- EC135 P2+ („e“)
- EC135 T2+ („e“)

Entrambi i modelli hanno 40 kg in più al peso massimo di decollo di 2950 kg. Le varianti hanno designazione „i“ e „e“ con accanto il „+“.
- H135 con Turbomeca Arrius 2B2plus (già EC135 T3)
- H135 con Pratt & Whitney PW206B3 (già EC135 P3)
- EC135 Hermes

I modelli T3/P3 hanno peso massimo al decollo di 2980 kg, e autonomia di 609 km con velocità di crociera di 252 km/h e temperatura di volo da −35 °C a +39 °C ISA e massima fino a +50 °C. La versione più piccola Hermes-Version (2910 kg) ha autonomia di 635 km.

### Militari
- H135M (già EC635 in versione P/T2+„e“): Versione militare del H135.

## Dati tecnici
one-engine inoperative = OEI
| Caratteristica                | Dato |
| ----------------------------- | --- |
| Propulsione                   | 2 × Turbomeca Arrius-2 B con 609 kW/816 WPS (OEI 30sec Rating, take-off: 472 kW/633 WPS) o Pratt & Whitney PW 206B con 609 kW/816 WPS |
| Velocità                      | 259 km/h (140 kts) (MTOW) |
| Velocità di crociera          | 230 km/h (124 kts) (MTOW) |
| Tangenza                      | max. 3045 m (9.990 ft) o 2435 m (7.989 ft) (20 °C; MTOW)                                                                              |
| Tangenza massima              | max. 6095 m (19.997 ft) a 2720 kg |
| Autonomia                     | ca. 635 km |
| Peso al decollo               | max. 2910 kg |
| Carico utile                  | 1455 kg |
| Numero giri rotore principale | max. 395 min−1 |
| Lunghezza                     | 12,19 m |
| Altezza                       | 3,51 m |
| Diametro rotore               | 10,20 m |
| Carico utile massimo          | max. 1455 kg |
| Carico utile appeso           | max. 1300 kg |
| Rateo di salita               | max. 7,6 m/s |

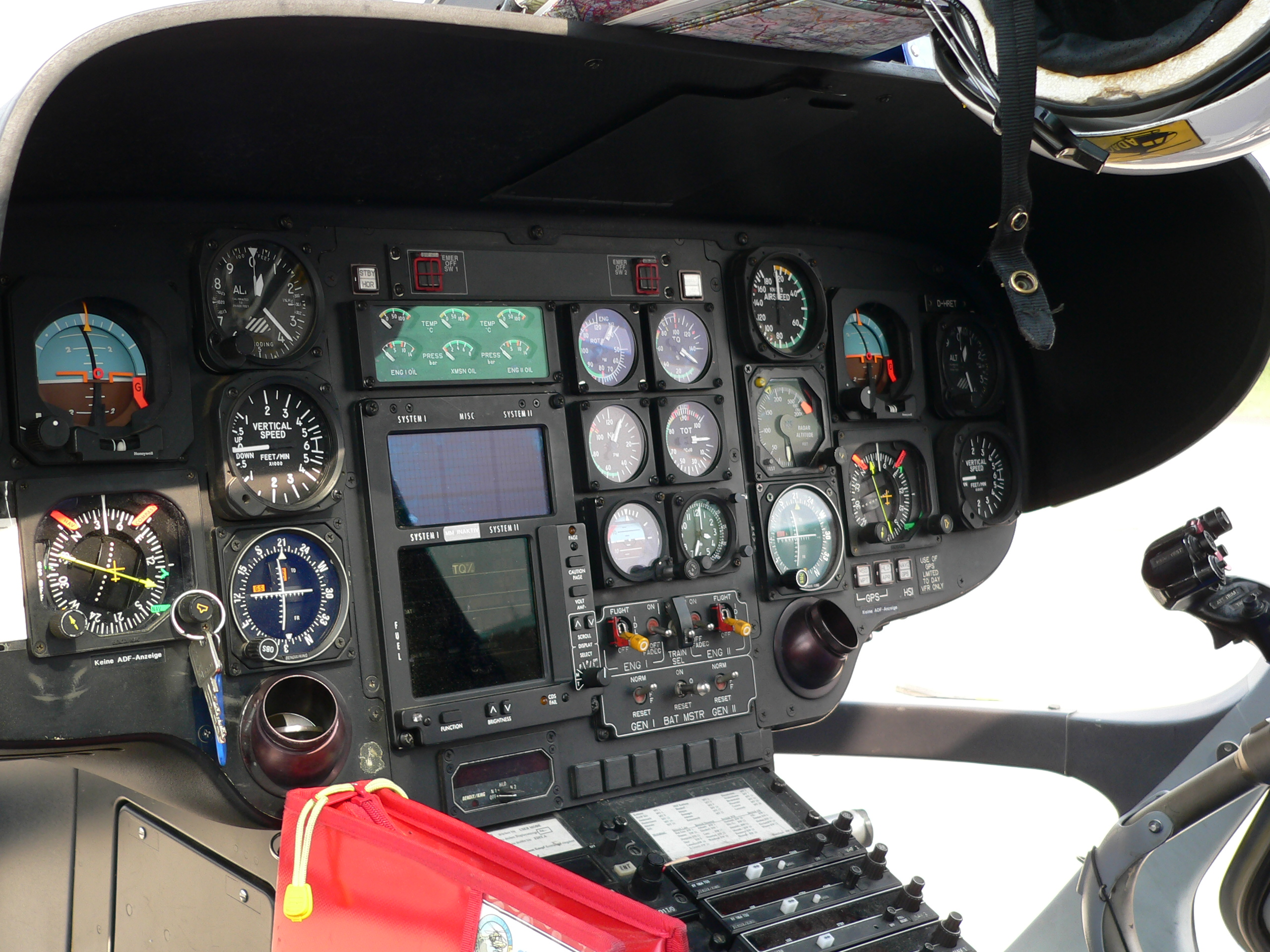
Cockpit del EC 135P1

Dati della Airbus Helicopters e Turbomeca.

## Incidenti
- Il 30 novembre 2013 a Glasgow un esemplare in dotazione alla polizia locale si è schiantato sul pub The Clutha provocando 8 morti compresi i tre membri dell'equipaggio[128]
- Il 2 giugno 2016 in Moldavia un esemplare acquistato nel 2014 in dotazione di SMURD si è schiantato in una foresta nel Distretto di Cantemir. Morto nell'impatto l'intero equipaggio di 4 persone.[129]